# Дулу

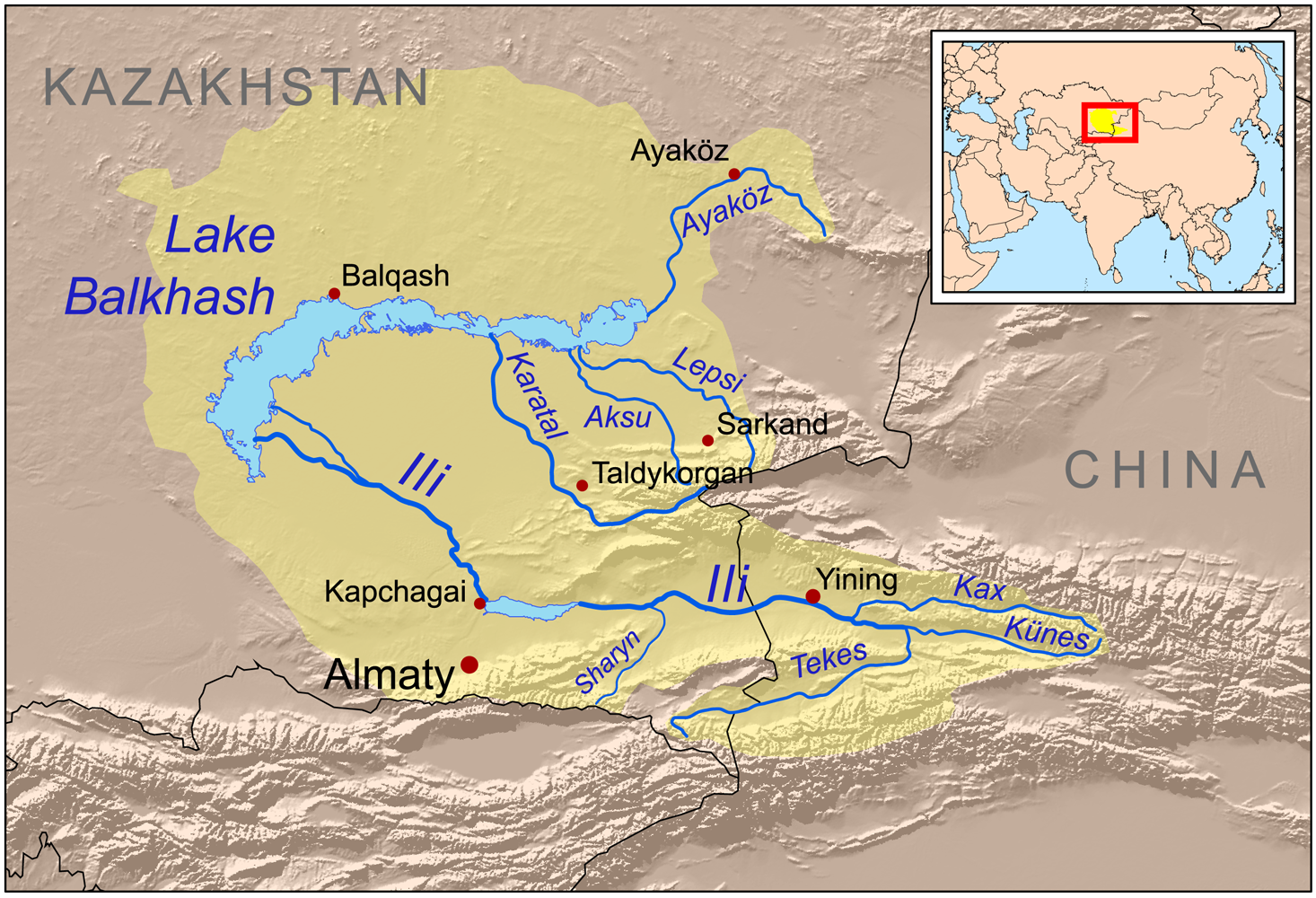
Земли дулу находились в бассейне реки Или

Пять племён дулу (кит. 都 陸), входившие совместно с пятью племенами нушиби (кит. 弩失畢) в организацию десятистрельных тюрков в Западнотюркском каганате:
- чумугунь 处木昆) (чумугуньлюй)
- хулуцзюй 胡禄居 (хулуву кюе)
- шэшэти 摄舍提 (нешетидунь)
- туциши 突骑施 (тюргеши, туциши хэлоши)
- шуниши 鼠尼施 (шуниши)

Правителей дулу называли чурами. Л. Н. Гумилёв подробно описывает в книге «Древние тюрки» период гегемонии племён дулу в Западно-тюркском каганате.

## Происхождение
Дулу по происхождению были связаны с хуннами. Роды дулу составили владение Юэбань. Дулу, как полагают, являются потомками северных хуннов, пришедших в Семиречье с конца I века до 170-х годов, из-за поражений в борьбе за Джунгарию и Восточный Тянь-Шань.
Согласно Л. Н. Гумилёву, «малосильные» хунны во II веке не ушли от наседавших сяньбийцев на запад, а укрылись в горных долинах Тарбагатая и Саура. В V веке они покорили Семиречье и Западную Джунгарию, а в VI—VII веках вошли в состав Западно-тюркского каганата.
По Н. Я. Бичурину, земли «слабосильных» хуннов — один из аймаков, принадлежавших северному хуннускому шаньюю, поражённому китайским полководцем Дэу Хянь. Северный шаньюй в 93 году перешёл через хребет Гинь-вэй-шань и ушёл на запад в Кангюй, а «слабосильные» остались в числе около 200 000 душ. Они заняли нынешний Тарбагатайский округ под названием Дома Юебань.
При этом в отношении собственно хуннов существуют монгольская, тюркская, тюрко-монгольская и другие версии происхождения.

## Каганы западно-тюркского каганата из дулу
| Имя                      | Годы правления | Китайское имя | Прочие имена    | Примечания                                             |
| ------------------------ | -------------- | --- | --------------- | ------------------------------------------------------ |
| Юкук Ирбис-Дулу хан      | 638—653        | кит. упр. 乙毗咄陆可汗, пиньинь yipiduolukehan, палл. Ипидолу кэхань, личное имя кит. упр. 阿史那欲谷, пиньинь ashinayugu, палл. Ашина Юйгу                             | -               | Юкук — сова, Ирбис-дулу — снежный барс.                |
| Халлыг Ышбара-Джагбу хан | 653—657        | кит. упр. 沙钵罗可汗, пиньинь shaboluokehan — Шаболокэхань, личное имя кит. упр. 阿史那贺鲁, пиньинь ashinahelu — Ашинахэлу                                             | Фарси: Бижан(?) | Халлыг — поднявшийся, кличка. Ышбара-хан — могучий хан |
| Ашина Мише-шад           | 657—662        | тронное имя кит. упр. 奚利邲咄陆可汗, пиньинь xilibiduolukehan, палл. Силибидолукэхань, личное имя кит. упр. 阿史那弥射, пиньинь ashinamishe, палл. Ашина Мише          | -               | кличка Герой                                           |
| Ашина Юанькин-шад        | 679—693        | тронное имя кит. упр. 兴昔亡可汗, пиньинь xingxiwangkehan, палл. Синсиванкэхань, личное имя кит. упр. 阿史那元庆, пиньинь ashinayuanqing, палл. Ашинаюаньцин            | -               | Восстановивший утраченное величие — титул              |
| Ашина Хушэло-шад         | 693—704        | Личное имя: кит. упр. 阿史那斛瑟罗, пиньинь ashinahuseluo, палл. Ашина Хусэло, тронное имя кит. упр. 竭忠事主可, пиньинь jiezhongshizhukehan, палл. Цзечжуншичжукэхань, | -               | Кушрак — птичка, Бури-шад — волк-князь                 |

## История этнонима дулу
Согласно одной из теорий, этноним дулу в форме 'дулат' позднее был известен в родоплеменной структуре казахов и киргизов.